# Maria de Fátima Bravo
Maria de Fátima Bravo (Lagos, 13 de maio de 1935) é uma cantora e atriz portuguesa , que em 1958 venceu o I Festival da Canção Portuguesa.

## Biografia
Nasceu em Lagos, a 13 de maio de 1935. 
Cantou pela primeira vez em  público aos nove anos de idade. Em 1951 o seu pai faleceu subitamente e a própria Maria de Fátima adoeceu, recuperando muito lentamente. Em 1953 empregou-se como secretária. A sua carreira artística surgiu na sequência da iniciativa de um amigo de família, que a inscreveu no Centro de Preparação de Artistas da Rádio da Emissora Nacional.
Venceu o I Festival da Canção Portuguesa (1958) com a canção Vocês Sabem Lá de Nóbrega e Sousa e Jerónimo Bragança, o seu maior êxito, que viria a tornar-se "um dos temas de referência da música portuguesa". 
Trabalhou em Teatro de Revista e desempenhou o papel principal no filme A Costureirinha da Sé (1959). 
Casou-se em 1961, decidindo a partir daí abandonar o mundo do espectáculo. Só viria a aparecer uma vez na televisão, em 1982, aquando da celebração dos 25 Anos da RTP.
Os principais temas da sua carreira foram reeditados em dois álbuns da editora EMI, um com o título O Melhor de Maria de Fátima Bravo (1993), e outro com o título Vocês sabem lá (1996), e depois em 2008, no álbum O Melhor de Maria de Fátima Bravo da IPLAY. 
A atriz e cantora tem sido convidada por Júlio Isidro, para o seu programa Inesquecível, porém tem recusado sempre os convites, mantendo o isolamento com que se comprometeu.

## Discografia
Entre a sua discografia encontram-se: 
Singles e Eps
- Vocês Sabem Lá (EP, Decca, 1958) 6489 - Vocês Sabem Lá / Saudades Da Saudade / Rua Sem Luz / Canção Da Nazaré
- Nazaré (Ep, Decca, 1958) 6525 - Vira da Nazaré / Canção da Nazaré (Ep colectivo)
- O Tarzan Do 5º Esq. (EP, Decca, 1958) 6531 - Deixa Lá Falar / Foste Ao Futebol Sem Mim / Uma Fita De Cow-Boys / A Mulher Que Passa
- Canta Para Você (EP, Decca) 6598 - Ferro Velho / Lisboa É Assim / Ruas De Lisboa / Canção Do Estoril
- Tenho Ciúmes Do Mar (EP, Decca, 1960) 6646 - Tenho Ciúmes Do Mar / Nem É Bom Falar / Que Me Importa / Tormento
- Diz Malmequer (EP, Decca, 1960) 6647 - Silêncio / O Canto do Cisne / Diz Malmequer / Nosso Fado É Sempre Fado
- 3º Festival da Canção Portuguesa  (EP, Decca, 1961) PEP 1028 - Ontem e Hoje / Oração Para Dois [mais dois temas de António Calvário]
- Para A Mamã  (EP, AVD,) 7 LEM 3085 - Canção da Boneca (Ep colectivo)

Outros;
- Canção Da Costureirinha (1959) / É Mentira (1960) / Fado Da Sé (1959) / Eu Sou Pecadora (1960) / Luanda Amiga (1959)

Compilações
- Nosso Fado É Sempre Fado - Serie De Oro De La Musica de Portugal Volumen 4 (LP, Ronde)
- O Melhor De Maria De Fátima Bravo (CD, EMI, 1993)
- Vocês Sabem Lá (CD, EMI, 1996)
- O Melhor De Maria De Fátima Bravo (CD, iPlay/Edições Valentim de Carvalho, 2008)